# Мария Николаевна
 За другата велика руска княгиня със същото име вижте Мария Николаевна (1899 – 1918).  
Мария Николаевна Романова (на руски: Мария Николаевна Романова) е велика руска княгиня и херцогиня на Лойхтенберг.

## Живот
Родена в Павловск на 18 август 1819, тя е второ дете и най-голяма дъщеря на император Николай I и императрица Александра Фьодоровна. Родителите ѝ са изключително грижовни към всичките си деца и им осигуряват забележително възпитание и високо образование.
Мария Николаевна се омъжва по любов, което по това време е нещо необичайно за хора с високо положение като нейното. Тя среща бъдещия си съпруг Максимилиан дьо Боарне, херцог на Льойхтенберг, в Петербург през 1837 г. по време на военен парад, заради който Максимилиан пристига в руската столица. Той е единствен син на Йожен дьо Боарне и е внук на Жозефина Боарне, първата съпруга на Наполеон Бонапарт. На следващата година, когато херцогът отново посещава Русия, става ясно, че „двамата са създадени един за друг“, както пише по-малката сестра на Мария в своите спомени.
Връзката на Мария с Максимилиан не подхожда на една дъщеря на руския император. Семейство Бонапарт са стари врагове на руските императори, а Максимилиан не е и член на нито едно европейско кралско семейство, а е незначителна издънка на едно второстепенно разклонение на баварската кралска фамилия, и притежава незначителен благороднически ранг. Освен това той не е православен християнин, а майка му, принцеса Августа-Амалия Баварска, е против този брак.
Въпреки това царят дава съгласието си за този брак, при условие че дъщеря му няма да напусне пределите на Русия. Тъй като херцогът не е член на нито едно кралско семейство, за него не представлява трудност да се установи за постоянно в Петербург.
Сватбата на Мария и Максимилиан е отпразнувана на 2 юли 1839 г. в Зимния дворец в Петербург. Императорът удостоява Максимилиан със званието имперско височество, а младоженците остават в Русия, където седемте им деца израстват в кръга на императорското семейство.
По време на годежа царят решава да изненада дъщеря си, като ѝ подари собствен дворец. За целта недалеч от Зимния дворец е построен нов палат, завършен изцяло през 1844 г., който е наречен в чест на княгинята – Мариински дворец. До неговото построяване двойката живее във Воронцовия дворец.
Великата княгиня и съпругът ѝ имат афинитет към изкуството, науката и благотворителността. Максимилиан става известен учен, а през 1843 г. е назначен за председател на Императорската художествена академия. Великата княгиня е страстен колекционер на произведения на изкуството, а през 1852 г. след смъртта на съпруга си заема неговото място в Академията на изкуствата.
Мария Николаевна се омъжва повторно през 1854 г. за граф Григорий Строганов (1824 – 1879). Вторият ѝ брак също е морганатичен, поради което е пазен в тайна от цар Николай до смъртта му.
През 1862 г. Мария Николаевна се установява във Флоренция. Тя резидира във Вила Куарто, която е бивша резиденция на Жером Бонапарт, брат на Наполеон Бонапарт. В Италия Мария не престава да обогатява колекцията си с картини, скулптури и антики.
Мария Николаевна умира на 21 февруари 1876 г. в Санкт Петербург на 56 години.

## Деца
Великата княгиня Мария Николаевна има седем деца от първия си брак с Максимилиан дьо Боарне:
- Александра (1840 – 1843)
- Мария Максимилиановна (1841 – 1914), омъжена за Вилхелм фон Баден (1829 – 1897), по-малкия син на великия херцог на Баден Леополд;
- Николай Максимилианович, четвърти херцог на Лойхтенберг (1843 – 1891)
- Евгения Максимилиановна (1845 – 1925), омъжена за Александър Олденбургски (1844 – 1932)
- Евгений Максимилианович, пети херцог на Лойхтенберг (1847 – 1901), женен за Даря Опочинина (1845 – 1870) и втори път – за Зинаида Скоблева (1856 – 1899)
- Сергей Максимилианович (1849 – 1877), убит в Руско-турската война
- Георги Максимилианович, шести херцог на Лойхтенберг (1852 – 1912), женен за Тереза Олденбургска (1852 – 1883) и втори път – за Анастасия Черногорска (1868 – 1935)

От втория ѝ брак с граф Григорий Строганов се раждат:
- Григорий Григориевич, граф Строганов (1857)
- Елена Григориевна, графиня Строганова (1861 – 1908), омъжена за Григорий Никитич Милашевич (1861 – 1908)